# Rhesus (Pseudo-Euripide)
Rhesus este o tragedie care a fost atribuită de unii cercetători lui Euripide. Deja din antichitate au existat rezerve față de includerea ei în rândul operelor lui Euripide, deși este cert faptul că marele dramaturg a scris o piesă cu acest nume. Se consideră de obicei că piesa care s-a păstrat este doar o prelucrare mai târzie a subiectului, scrisă în stilul lui Euripide. Acțiunea piesei se bazează în mare parte pe cântul al X-lea al Iliadei, supranumit Dolonia.
Locul acțiunii: În fața cortului lui Hector, la porțile Troiei.
- Scena 01 - versurile 001-086 - Străjile troiene (corul) îl trezesc pe Hector din somn, deoarece au observat agitație în tabăra aheilor.
- Scena 02 - versurile 087-148 - Enea îl sfătuiește pe Hector să nu pornească un atac noaptea, ci să încerce să afle intențiile inamicului.
- Scena 03 - versurile 149-194 - Dolon este trimis ca iscoadă în tabăra lui Agamemnon.
- Scena 04 - versurile 195-223 - În timp ce străjile invocă ajutorul zeiței justiției, Dolon devine tot mai arogant.
- Scena 05 - versurile 224-263 - Străjile (corul) înalță o rugă pentru izbânda misiunii lui Dolon.
- Scena 06 - versurile 264-387 - Un păstor de pe Ida îi anunță lui Hector sosirea lui Rhesus. Prințul nu vede sosirea acestui aliat tardiv cu ochi buni, deoarece crede că a cucerit deja izbânda.
- Scena 07 - versurile 388-526 - Hector îi aduce lui Rhesus nenumărate reproșuri. Acesta își justifică întârzierea prin războiul pe care a trebuit să-l ducă împotriva sciților, care-i invadaseră patria. Acum, când sciții sunt înfrânți și obligați să plătească tribut, deoarece fiii căpeteniilor lor se află ca ostatici în mâna tracilor, Rhesus poate lupta pentru Troia.
- Scena 08 - versurile 527-545 - Schimbul străjilor în Troia.
- Scena 09 - versurile 546-564 - Străjile se întreabă de ce întârzie Dolon.
- Scena 10 - versurile 565-594 - Dolon a fost prins de către Odiseu și Diomede. Aceștia au putut, datorită trădării lui Dolon, să pătrundă în taberele apărătorilor Troiei și ajung chiar în fața cortului lui Hector, intenționând să-l ucidă pe prințul troian.
- Scena 11 - versurile 595-641 - Atena intervine, sfătuindu-i pe Odiseu și Diomede să-l ucidă pe Rhesus.
- Scena 12 - versurile 642-666 - Se răspândește vestea că au pătruns iscoade în tabăra troiană. Paris îl avertizează pe Hector, dar acesta este calmat de Atena, care îl amăgește luând chipul Afroditei.
- Scena 13 - versurile 667-727 - Rhesus este ucis. Atena îl îndeamnă pe Odiseu să fugă.  Acesta reușește să treacă de străji datorită parolei pe care o aflase de la Dolon.
- Scena 14 - versurile 728-807 - Străjile află de la conducătorul carului de luptă al lui Rhesus că regele trac a fost ucis și că atelajul său a fost furat. Această nenorocire îi fusese aghiotantului înfățișată deja într-un coșmar, în care se făcea cum că doi lupi săriseră pe crupele cailor lui Rhesus, care se cabraseră îngroziți (v. 780 ss.). Visul premonitoriu nu mai este deci, ca în epopeea lui Homer, atribuit lui Rhesus însuși.
- Scena 15 - versurile 808-996 - În timp ce conducătorul carului de luptă al lui Rhesus îl acuză pe Hector de uciderea stăpânului său, apare muza, care dezvăluie adevăratele circumstanțe ale uciderii mișelești și ia trupul neînsuflețit al fiului ei. Ea îl invocă pe Orfeu, vărul lui Rhesus, ca inițiator al unor secrete de neînțeles privind nemurirea. Datorită înrudirii cu el, Rhesos nu va trebui să coboare în infern; Persefona îi va acorda o existență după moarte în inima munților Pangaion, ca profet al lui Dionis și venerat ca un zeu de credincioșii săi, dar despărțit pentru totdeauna de a sa mamă  (v. 961 ss.).